# Valaker
Valaker(/ˈvlɑːx/  eller  /ˈvlæk/ ), også  "Vlach eller walacher", og mange andre varianter, er et historisk udtryk og eksonym brugt fra middelalderen indtil nyere tid at udpege hovedsageligt rumænere, men også aromænere, megleno-rumænere, istro-rumænere og andre østrumansktalende undergrupper folk fra Central- og Østeuropa.
Som en nutidig betegnelse, er valakerne/vlacherne de balkan/rumænsk talende folkeslag, der bor syd for Donau i det, der nu er det sydlige Albanien, Bulgarien, det nordlige Grækenland, Nordmakedonien og det østlige Serbien som indfødte etniske grupper, som f.eks. aromanere, megleno-rumænerne og på serbisk timok-rumænerne. Udtrykket blev også et synonym på Balkan for den sociale kategori af hyrder, og blev også brugt om ikke-romansktalende folkeslag, i nyere tid nedsættende på det vestlige Balkan. Udtrykket bruges også til at henvise til den etnografiske gruppe af  mähriske valaker, der taler et slavisk sprog, men stammer fra rumænere.
"Valaker" blev oprindeligt identificeret og beskrevet i det 11. århundrede af George Kedrenos . Ifølge en oprindelsesteori stammede moderne rumænere, moldovere og aromanere fra dacierne. Ifølge nogle lingvister og lærde beviser de østromanske sprog overlevelsen af thraco-romerne i det nedre Donau-bassin i folkevandringstiden  og befolkninger på det vestlige Balkan kendt som "Vlachs" har også haft romaniseret illyrisk oprindelse.
I dag anslås de østromansk-talende samfund til 26-30 millioner mennesker på verdensplan (inklusive den rumænske- og den moldoviske diaspora)